# Johann Nepomuk Geiger
Pour les articles homonymes, voir Geiger.
Peter Johann Nepomuk Geiger, né le 11 janvier 1805 à Vienne (Empire d'Autriche) où il est mort le 29 octobre 1880, est un artiste peintre, dessinateur et lithographe autrichien.

## Biographie
Fils du sculpteur Joseph Geiger, il avait initialement l'intention de se consacrer au même métier, mais il trouva bientôt son domaine de prédilection  dans le dessin et la peinture. 
Ses premières illustrations pour les Vaterländische Immortellen aus dem Gebiete der österreichischen Geschichte (1838-1840) d'Anton Ziegler  établissent sa réputation : il s'agit d'un manuel d'histoire nationale en images, procédé que Geiger et Ziegler vont poursuivre et systématiser. En 1848, suivent un grand nombre d’autres illustrations d’œuvres historiques et poétique, puis plusieurs peintures à l’huile destinées aux membres de la famille impériale, qui font de lui un peintre de cour.
C'est à ce titre qu'en 1850, il accompagne Ferdinand Maximilian Joseph (futur empereur du Mexique) dans ses voyages en Orient et déploie à son retour une grande activité. Geiger créa également pour celui-ci une série de portraits peints à partir des œuvres de Goethe, Schiller et William Shakespeare. Il exécuta également plusieurs scènes de genre inspirées de la vie en Orient pour l'archiduc Charles-Louis d'Autriche.
En 1853, il devient professeur à l'académie des beaux-arts de Vienne. L'année suivante il conçoit le billet de 10 florins.
Après sa mort, on découvre qu'il est également l'auteur d'aquarelles érotiques traduites sous la forme de lithographies rehaussées, et composées à la fin des années 1840 de manière totalement clandestine, et qui sans doute lui raportèrent pas mal de revenus. Il y décrit plusieurs positions sexuelles en un style réaliste, et au passage, se moque de la religion catholique en mettant en scène un moine.

## Œuvre

### Conservation
- Idylle (Italienische Bettelmusikanten), huile sur toile, 1855, Vienne, Palais du Belvédère[3].

### Ouvrages illustrés
- Anton Ziegler, Historische Memorabilien des In- und Auslandes für anziehende Weltbegebenheiten, avec 96 lithographies, Vienne, 1840.
- Charles Dickens, Oliver Twist, trad. par Eduard von Bauernfeld, Vienne,  Verlag Anton Mausberger, 1844.
- Anastasius Grün, Spaziergänge eines Wiener Poeten, vignettes et ornements, Leipzig, Weidmann, 1845.
- Joseph von Bülow, Memorabilien aus der Europäischen Geschichte für anziehende Weltbegebenheiten, ausgezeichnete Grossthaten, Würdigung der Verdienste von berühmten Männern etc. Aus mehreren Jahrhunderten gesammelt, 2 volumes, illustrés de 96 lithographies, New York, 1860.
- Peter Joh. Nep. Geiger’s historische Original-Handzeichnungen bestehend in neunzig Blättern mit einem erklärenden Texte, avant-propos d'Anton Ziegler, 90 lithographies, Vienne, 6 volumes, 1861.

## Galerie

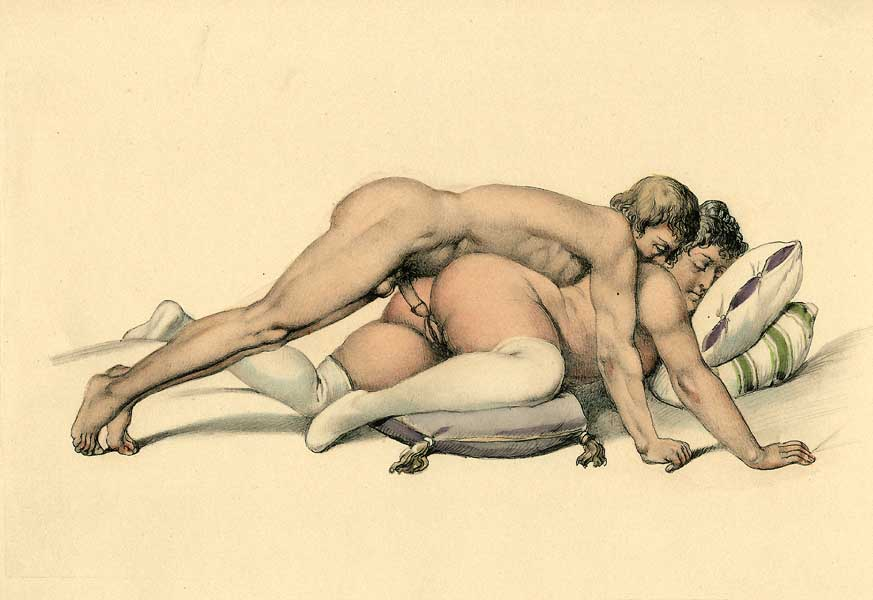
Position sexuelle
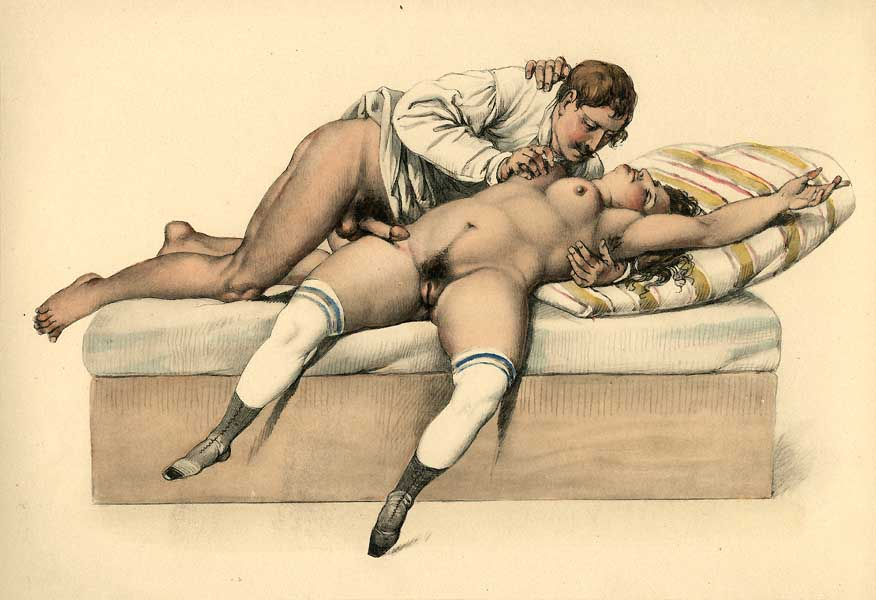
Position sexuelle
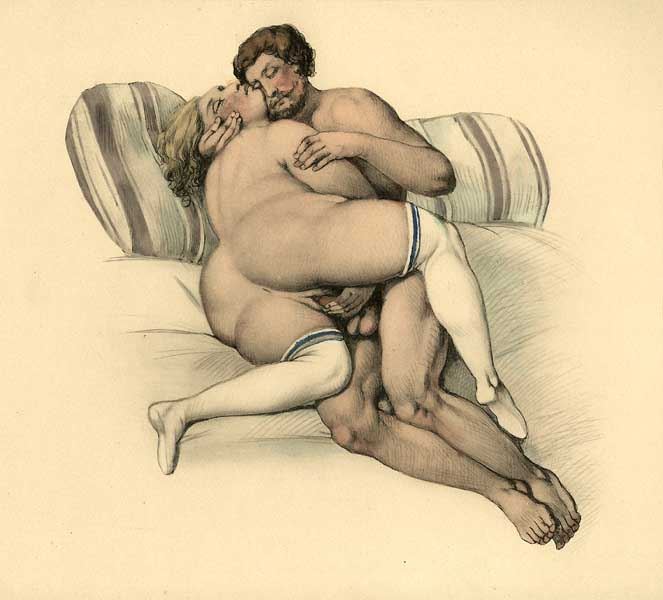
Position sexuelle

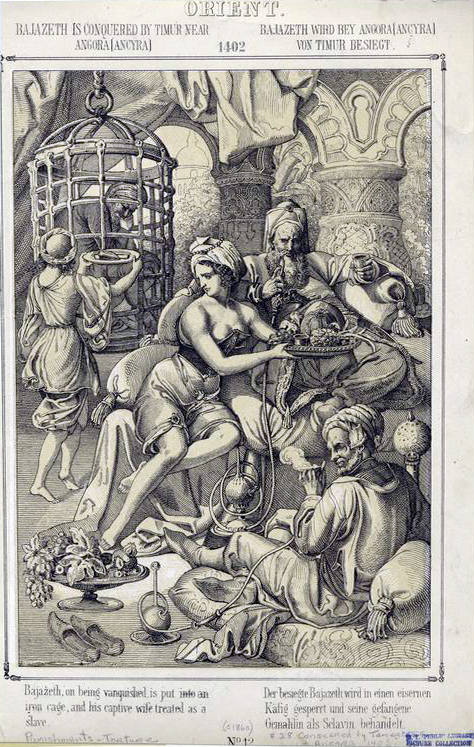
Bajazeth enfermé dans une cage de fer (lith. du Bülow, 1860)
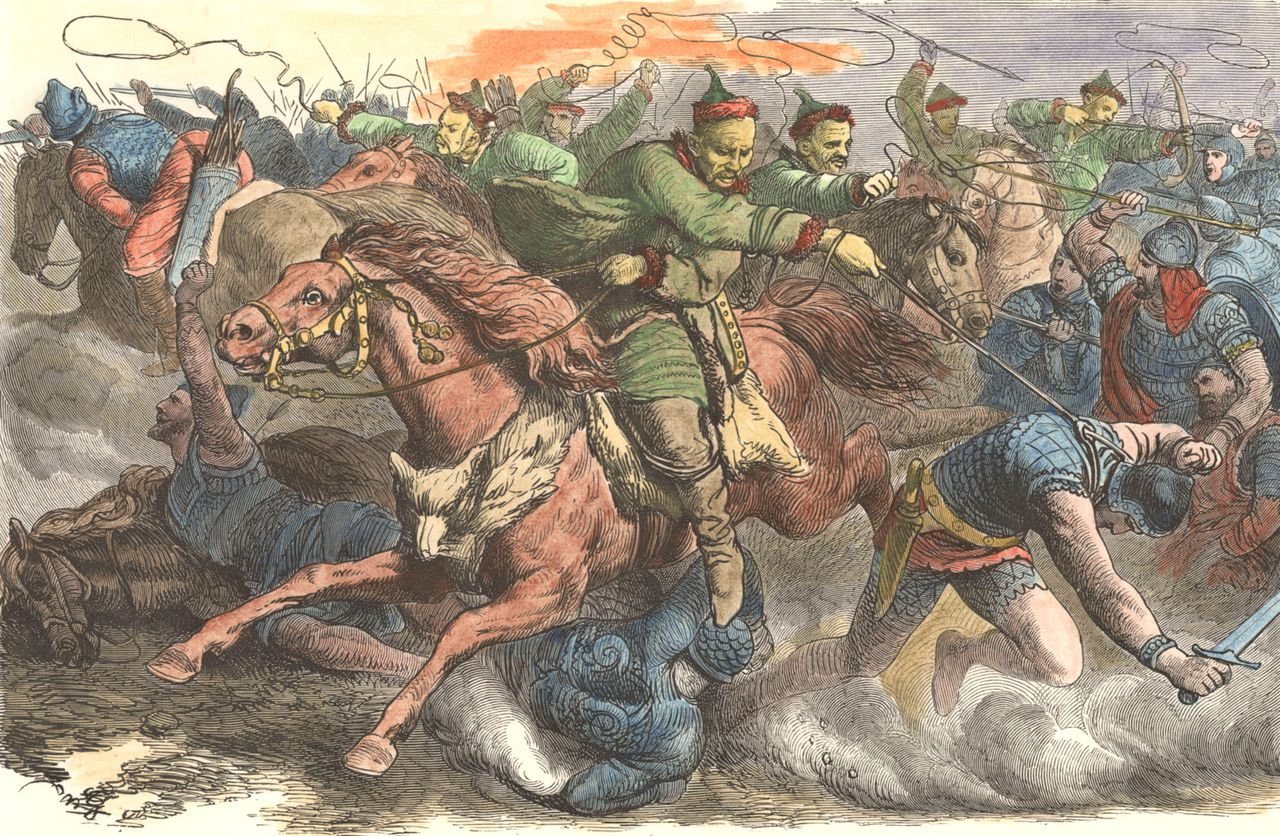
Le Combat des Huns et des Alains, gravure sur bois (vers 1873) d'après un dessin.